# Stephanus Jacobus du Toit

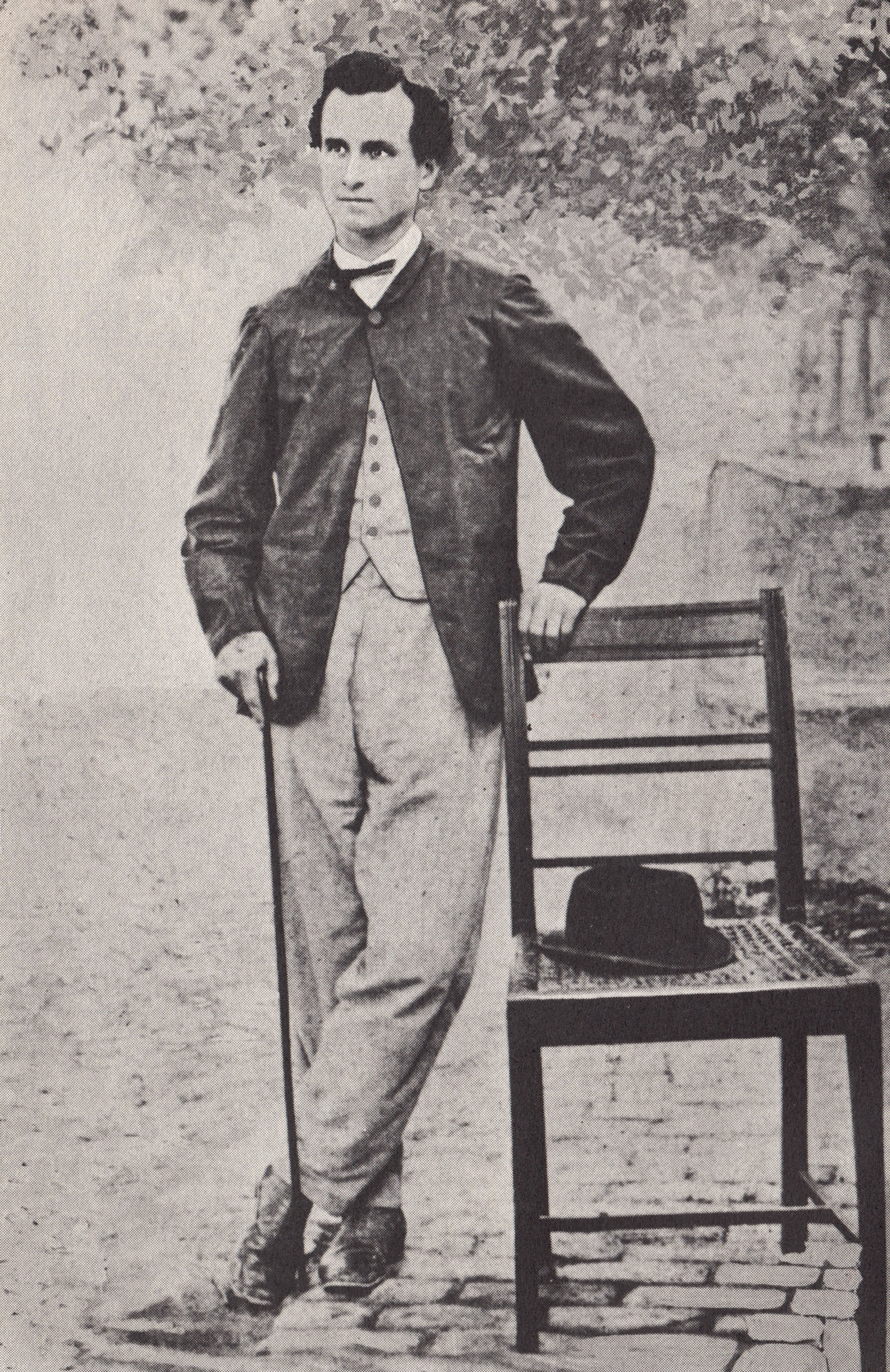
Stephanus Jacobus du Toit während seiner Studienzeit in Stellenbosch, circa 1870

Reverend Stephanus Jacobus du Toit (* 10. Oktober 1847; † 29. Mai 1911) war einer der Vorreiter bei der Anerkennung von Afrikaans als eigene Sprache. Er war Führer und Gründungsmitglied der Genootskap van Regte Afrikaners, die später durch Verschmelzung mit der Zuidafrikaansche Boeren Beschermings Vereeniging (Südafrikanische Vereinigung zum Schutz der Buren) im Afrikander Bond aufging.
S.J. du Toit war Redakteur der ersten in Afrikaans erschienenen Zeitschrift Die Afrikaanse Patriot und lebte von 1889 bis 1904 im Patriotsgebouw in der Hoofstraat von Paarl, in dem sich die Druckerei und ein Buchladen befanden.
Sein Sohn Jakob Daniël du Toit war ebenfalls ein Vorreiter des Afrikaans. Als Autor war er bekannt unter seinem Spitznamen Totius.